# 분당 두산타워
분당 두산타워(영어: Bundang Doosan Tower)는 대한민국 경기도 성남시 분당구 정자일로 155 (정자동 161)에 위치한 두산그룹의 업무용 빌딩이다.

## 역사
2017년 착공하여, 2021년에 개장한 업무용 건물로, 2021년 1월 18일부터 계열사들의 입주가 시작되었다.

## 특징
- 지상 27층, 지하 7층 규모로 건설되었다.
- 2개의 동[2]으로 나눠졌다.
- 상단부가 스카이브릿지로 연결되어있다.
- 내부시설로는 컨퍼런스홀, 아트리움, 대강당, 비즈니스센터, 그룹 역사관, 휘트니스센터, 어린이집 등이 있다.[3]

## 입주 계열사 목록
- 두산에너빌리티[4]
- (주)두산[5]
- 두산밥캣
- 두산큐벡스
- 두산테스나[6]
- 두산디지털이노베이션
- 두산로보틱스

## 같이 보기
- 두산타워